# Stara Kornica (gmina)
Stara Kornica (daw. gmina Kornica) – gmina wiejska w województwie mazowieckim, w powiecie łosickim. W latach 1975–1998 gmina położona była w województwie bialskopodlaskim.
Siedziba gminy to Stara Kornica.
Według danych z 30 czerwca 2004 gminę zamieszkiwało 4989 osób. Natomiast według danych z 31 grudnia 2017 gminę zamieszkiwało 4849 osób.

## Struktura powierzchni
Według danych z 2002 gmina Stara Kornica ma obszar 119,33 km², w tym:
- użytki rolne: 82%
- użytki leśne: 12%

Gmina stanowi 15,46% powierzchni powiatu.

## Historia
Gmina Kornica była jedną z 16 gmin wiejskich powiatu konstantynowskiego guberni siedleckiej.
Podczas I wojny światowej od gminy Łysów odłączono miejscowości Czeberaki, Falatycze, Szpaki na korzyść nowej gminy Górki (utworzonej z wewnętrznych części gmin Chlebczyn, Czuchleby, Łysów i Kornica). Równocześnie okrojoną gminę Kornica zrekompensowano przez przyłączenie do niej zachodniej części gminy Huszlew (Kiełbaski, Kobylany, Rudka i Wygnanki) oraz skrawka gminy Czuchleby.
W okresie międzywojennym gmina należała do powiatu konstantynowskiego w woj. lubelskim, a po jego likwidacji 1 kwietnia 1932 została włączona do powiatu siedleckiego.
Po wojnie gmina zachowała przynależność administracyjną. 1 stycznia 1949 gmina wraz z całym powiatem siedleckim została przeniesiona do woj. warszawskiego.
Gmina została zniesiona 29 września 1954 wraz z reformą wprowadzającą gromady w miejsce gmin.
Jednostkę przywrócono w powiecie łosickim jako gmina Stara Kornica 1 stycznia 1973 po reaktywowaniu gmin.

## Demografia

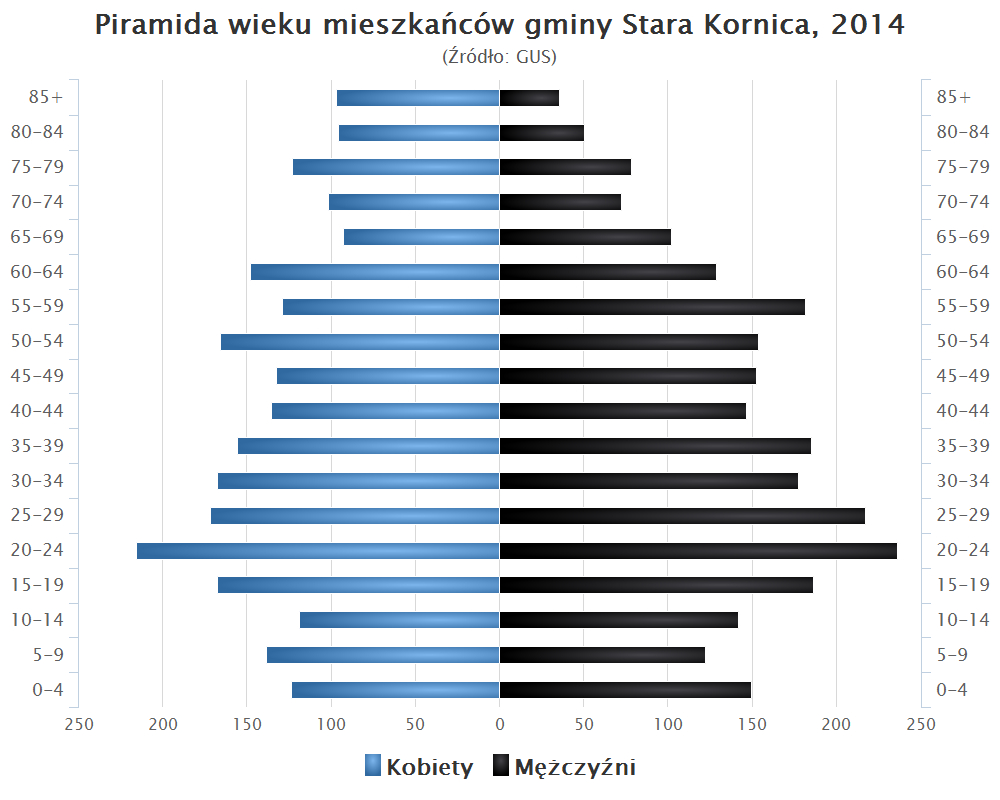
Piramida wieku mieszkańców gminy Stara Kornica w 2014

Dane z 31 grudnia 2017.
| Opis                              | Ogółem | Ogółem | Kobiety | Kobiety | Mężczyźni | Mężczyźni |
| --------------------------------- | ------ | ------ | ------- | ------- | --------- | --------- |
| jednostka                         | osób   | %      | osób    | %       | osób      | %         |
| populacja                         | 4 849  | 100    | 2 388   | 49,2    | 2 461     | 50,8      |
| gęstość zaludnienia (mieszk./km²) | 41     | 41     | 20      | 20      | 21        | 21        |

## Wójtowie
- Franciszek Kałużny[18] (2002–2010)[19][20]
- Kazimierz Hawryluk (2010[21][22][23]–2024)
- Beata Jerzman (od 2024)[24]

## Sołectwa
Czeberaki, Dubicze-Zalesie, Kazimierzów, Kiełbaski, Kobylany, Kornica-Kolonia, Koszelówka, Nowa Kornica, Nowe Szpaki, Popławy, Rudka, Stara Kornica, Stare Szpaki, Szpaki-Kolonia, Walim, Walimek, Wólka Nosowska, Wygnanki, Wyrzyki.
Miejscowość bez statusu sołectwa: Zabagnie.

## Sąsiednie gminy
Huszlew, Konstantynów, Leśna Podlaska, Łosice, Platerów, Sarnaki